# Kostel svatého Vavřince (Zbraslavice)
Kostel svatého Vavřince ve Zbraslavicích je původně románská chrámová stavba. Kostel je chráněn jako kulturní památka České republiky.

## Historie
Po dlouhou dobu byl obecně za nejstarší část chrámu považován gotický presbytář s mohutnými vnějšími opěráky a žebrovou klenbou, loď pak za novější přístavek. Podle tvaru konsol (maska démona a nad ní tři štítky), z nichž vybíhají žebra hruškového profilu klenby presbytáře v jeho podélných zdech, lze tuto část stavby datovat do konce 13. století, přestože podle archivu kapituly vyšehradské „vyzdvihl kostel“ (gotická podoba) teprve Jaroslav ze Zbraslavic, který se připomíná teprve 1340; také erby se zkříženými sekerkami na obou svornících klenby presbytáře by nasvědčovaly století 14., protože teprve v tomto století nesou majitelé Zbraslavic příjmení „Sekyrka“ (dle Sedláčka).
Přesto mohl být původcem gotické stavby již Rudolf ze Zbraslavic, který koncem vlády Přemysla Otakara II. (1278) byl z deseti purkrabí, které král ustanovil k řízení pražského hradu (Chron. Francisci) a kteří byli povinni postavit každý 30 vojínů k jeho obraně (Tomek). Vyzdvižení kostela mohlo také znamenat povýšení na farní léta 1349, což uvádí schematismus arcibiskupství pražského. To ovšem neříká nic o původu chrámu, právě tak jako registr papežských desátků z r. 1352, v němž je zbraslavický kostel uveden mezi chrámy farními.
Stejného raně gotického původu je i sakristie, má stejnou žebrovou klenbu jako presbytář, ale s hladkým svorníkem a stejně vysokou vnější podnož s obrubou rovněž žlábkovou. Také vchod v jižní boční zdi, raně gotický, s poměrně bohatě, ale hrubě profilovaným ostěním, původně volný (tedy venku), nyní v předsíňce pod věží. Pozdně gotické dveře vedoucí z lodi do sakristie jsou patrně opravdu z doby gotické.
Úzká okna presbytáře jsou dělena jedním sloupkem na dvě pole, vytvářející nahoře jednoduchou růžicovou kružbu s čtyřlistém u oken postranních, s trojlistem u okna v ose presbytáře. Nynější kružby jsou nové (1900–1904), z hořického pískovce, po dlouhou dobu bylo možné porovnání na zbytcích pohozených za kostelem, že jde o celkem věrné kopie kružeb původních.
Roku 1947 došlo k odkrytí omítky, které zcela změnilo dosavadní teorie o stáří chrámu; na severní straně lodi se přišlo na dvě románská okna, položena poměrně vysoko (asi 6 m) nad zemí. Z toho plyne, že loď je v jádře románská podle způsobu zdiva ze století dvanáctého. Gotická stavba je tedy již jen další etapou, podobou kostela, přístavba. Románská loď byla pravděpodobně zakončena polokruhovou apsidou, jejíž základy je možné hledat pod dlažbou dnešního presbytáře.
Věž na jižní straně chrámu je pravděpodobně z 1. půle 16. století, na její východní straně zachovány zbytky renesanční omítky s jednoduchým geometrickým sgrafitem (dnes pod současnou omítkou). Roku 1767 byla zvýšena cihelnou nástavbou asi o 5 m na výšku kol 20 metrů. Oratoř vedle věže je pozdně barokní.